# Museo de Historia Natural de Ruan
El Museo de Historia natural de Ruan (del francés: Muséum d'histoire naturelle de Rouen) fue fundado en 1828, por Félix Archimède Pouchet (1800-1872). El edificio que ocupa anteriormente albergaba el convento de Santa María, construido en el siglo XVII) en Ruan. Tiene la consideración de Musée de France, con la que se distingue a las colecciones públicas más importantes del país.
Georges Pennetier fue el curador, desde 1873 a 1923. Fue sustituido por Robert Régnier, de 1924 a 1965.
Debido a la riqueza y a la diversidad de sus colecciones, es el segundo mayor museo de Historia Natural de Francia, luego del Museo Nacional de Historia Natural de Francia de París.
Cerrado por 10 años, y después de seis meses de trabajo que se centró en normas de seguridad, el museo reabrió el 23 de febrero de 2007.
Ese museo está próximo a la estación de metro Beauvoisine.